# Cadillac Type V-63
 La Type V-63 è un'autovettura di lusso prodotta dalla Cadillac dal 1924 al 1925.

## Storia
Il modello era, in sostanza, l'evoluzione della Type 61, ovvero della vettura che sostituì.
La V-63 utilizzava una versione aggiornata del motore V8 a valvole laterali che rese famosa la Cadillac. L'innovazione principale era collegata all'albero a gomiti. Esso, infatti, era caratterizzato da uno sfasamento dei gomiti di 90°. La novità tecnologica era frutto di una lunga ricerca e venne brevettata contemporaneamente anche da una casa automobilistica concorrente, la Peerless. Entrambe le compagnie condivisero l'applicazione pratica di questa invenzione. Questo tipo di albero a gomiti diventò poi comune sui motori di tutte le altre case automobilistiche. Tale propulsore aveva una cilindrata di 5.155 cm³ ed erogava 80 CV di potenza.
Un'altra innovazione che venne applicata sulla V-63 fu l'installazione dell'impianto frenante sulle ruote anteriori.
Nel 1925 fu introdotto l'allestimento "Custom". Tra le particolarità di questo allestimento, c'era il parabrezza inclinato leggermente all'indietro.
Il modello fu poi sostituito nel 1926 dalla Serie 314.